# Gabriel Justice Yaw Anokye
Gabriel Justice Yaw Anokye (* 27. Mai 1960 in Emenaa) ist Erzbischof von Kumasi.

## Leben
Der Bischof von Kumasi, Peter Kwasi Sarpong, weihte ihn am 16. Juli 1988 zum Priester.
Papst Johannes Paul II. ernannte ihn am 30. Oktober 2003 zum Titularbischof von Cellae in Mauretania und zum Weihbischof in Kumasi. Die Bischofsweihe spendete ihm der Erzbischof von Kumasi, Peter Kwasi Sarpong, am 17. Januar 2004; Mitkonsekratoren waren George Kocherry, Apostolischer Nuntius in Ghana, und Gregory E. Kpiebaya, Erzbischof von Tamale.
Papst Benedikt XVI. ernannte ihn am 26. März 2008 zum Bischof von Obuasi und am 15. Mai 2012 zum Erzbischof von Kumasi.